# Rossella Fiamingo
Rossella Fiamingo (Catània, 14 de juliol de 1991) és una esportista italiana que competeix en esgrima, especialista en la modalitat d'espasa.
Ha participat en quatre Jocs Olímpics d'Estiu, i va obtenir tres medalles, plata a Rio de Janeiro 2016, en la prova individual, bronze a Tòquio 2020, per equips (juntament amb Federica Isola, Mara Navarria i Alberta Santuccio), i dos setens llocs a Londres 2012, en les proves individual i per equips. En els Jocs Olímpics d'estiu de 2024 realitzats a París (França) va aconseguir la medalla d'or en la prova d'espasa per equips femení.
Va guanyar vuit medalles al Campionat del Món d'esgrima entre els anys 2011 i 2023, i set medalles en el Campionat d'Europa d'esgrima, entre els anys 2014 i 2023.

## Palmarès internacional
| Jocs Olímpics      | Jocs Olímpics            | Jocs Olímpics | Jocs Olímpics     |
| Any                | Lloc                     | Medalla       | Prova             |
| ------------------ | ------------------------ | ------------- | ----------------- |
| 2016               | Rio de Janeiro ( Brasil) | 2             | Espasa individual |
| 2020               | Tòquio ( Japó)           | 3             | Espasa per equips |
| 2024               | París ( França)          | 1             | Espasa per equips |
| Campionat del món  |                          |               |                   |
| Any                | Lloc                     | Medalla       | Prova             |
| 2011               | Catània ( Itàlia)        | 3             | Espasa per equips |
| 2014               | Kazan ( Rússia)          | 1             | Espasa individual |
| 2014               | Kazan ( Rússia)          | 3             | Espasa per equips |
| 2015               | Moscou ( Rússia)         | 1             | Espasa individual |
| 2019               | Budapest ( Hongria)      | 3             | Espasa per equips |
| 2022               | El Caire ( Egipte)       | 3             | Espasa individual |
| 2022               | El Caire ( Egipte)       | 2             | Espasa per equips |
| 2023               | Milà ( Itàlia)           | 2             | Espasa per equips |
| Campionat d'Europa |                          |               |                   |
| Any                | Lloc                     | Medalla       | Prova             |
| 2014               | Estrasburg ( França)     | 3             | Espasa per equips |
| 2015               | Montreux ( Suïssa)       | 2             | Espasa individual |
| 2015               | Montreux ( Suïssa)       | 3             | Espasa per equips |
| 2019               | Düsseldorf ( Alemanya)   | 3             | Espasa per equips |
| 2022               | Antalya ( Turquia)       | 2             | Espasa individual |
| 2022               | Antalya ( Turquia)       | 2             | Espasa per equips |
| 2023               | Cracòvia ( Polònia)      | 3             | Espasa per equips |